# 马斯格勒尼耶
马斯格勒尼耶（法語：Mas-Grenier，法語發音：[mas ɡʁənje]）是法国奧克西塔尼大區塔恩-加龙省的一个市镇，属于蒙托邦区。

## 地理
马斯格勒尼耶（43°53'26"N, 1°11'47"E）面积24.66 平方千米，位于法国奧克西塔尼大區塔恩-加龙省，该省份为法国西南部内陆省份，北起顺时针与洛特省、阿韦龙省、塔恩省、上加龙省、热尔省和洛特-加龙省接壤。
与马斯格勒尼耶接壤的市镇（或旧市镇、城区）包括：布雷、菲南、蒙贝基、蒙泰什、圣萨尔多斯、加龙河畔凡尔登。

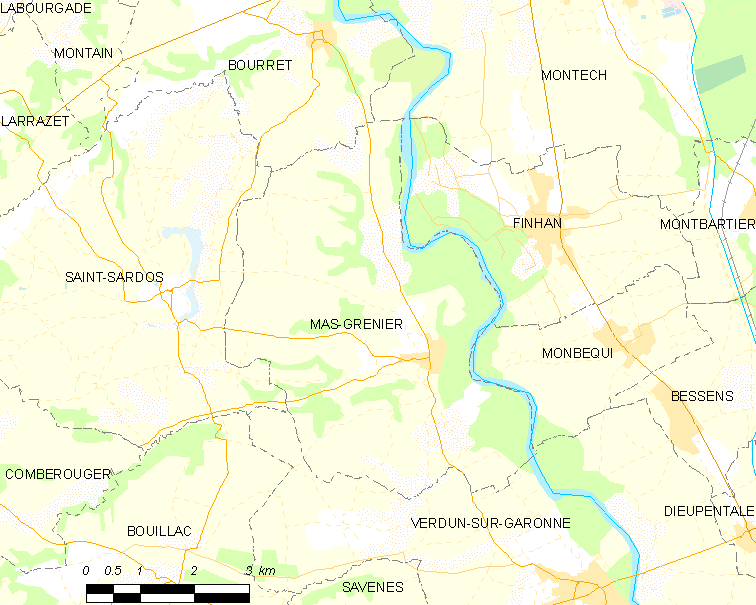
马斯格勒尼耶的OSM定位图

马斯格勒尼耶的时区为UTC+01:00、UTC+02:00（夏令时）。

## 行政
马斯格勒尼耶的邮政编码为82600，INSEE市镇编码为82105。

## 政治
马斯格勒尼耶所属的省级选区为加龙河畔凡尔登县。

## 人口

1962-2008年间马斯格勒尼耶人口变化图示

马斯格勒尼耶于2022年1月1日时的人口数量为1303人。